# Авантуре Саре Џејн (2. сезона)
Друга сезона британске научнофантастичне телевизијске серије Авантуре Саре Џејн премијерно је емитована на каналу СВВС од 29. септембра до 8. децембра 2008. године. Прва епизода сезоне је премијерно емитована на каналу BBC One 29. септембра 2008. Друга сезона броји 12 епизода.

## Опис
Марија и њена породица су избачени из серије у првој причи друге сезоне, „Последњи Сонтаранац”, али су се Марија и њен отац накратко вратили у другом делу „Ознаке Берсеркера”. У другој причи те сезоне, „Дан кловна”, уведено је неколико нових редовних чланова глумачке екипе: Рани Чандра и њени родитељи Хареш и Гита (које глуме Анџли Мохиндра, Ејс Бати и Мина Анвар). Ово се догодило када је лик Алана Џексона (Џозеф Милсон) напустио серију заједно са Криси (Џулијет Кауан) и Маријом Џексон (Јасмин Пејџ).

## Улоге
- Елизабет Слејден као Сара Џејн Смит
- Јасмин Пејџ као Марија Џексон (главни: епизоде 1−2; гост: епизоде 3 и 8)
- Томи Најт као Лук Смит
- Данијел Ентони као Клајд Лангер
- Анџли Мохиндра као Рани Чандра (епизоде 3−12)

## Епизоде
| Бр. еп. (укупно) | Бр. еп. (у серији) | Наслов                         | Редитељ       | Сценариста    | Премијера           | Прод. код | Гледаност у Британији (милиони) |
| --- | ------------------ | ------------------------------ | ------------- | ------------- | ------------------- | --------- | ------------------------------- |
| 11 | 1                  | „Последњи Сонтаранац (1. део)” | Џос Егну      | Фил Форд      | 29. септембар 2008. | 2.1       | 0,82                            |
| Алан има недоумицу јер му је понуђен посао у Америци и осећао би се кривим ако би морао да одвоји Марију од њене мајке и пријатеља. Марија је, међутим, заузета помажући Сари Џејн, Луку и Клајду да истраже чудна светла која долазе из радио торња Тихо. Откривају да Каг, последњи преживели из најезде на Земљу од стране Сонтараначког рода, планира освету и да је преузео професора Скинера и његов рачунар, а план је да оборе Земљине сателите на нуклеарне електране широм света и изазове експлозију. Професорова ћерка им помаже да побегну из зграде и изађу у шуму. |                    |                                |               |               |                     |           |                                 |
| 12 | 2                  | „Последњи Сонтаранац (2. део)” | Џос Егну      | Фил Форд      | 29. септембар 2008. | 2.2       | 1,18                            |
| Сара Џејн и омладина су спашени доласком Алана и Криси, а ова друга спасава дан тако што је угурала високу потпетицу своје ципеле у осетљиви отвор на Каговом потиљку. Међутим, она је привремено у несвести и Марија и Алан се надају да ће је моћи уверити да је све то био сан када дође. Лук деактивира рачунар, потпуно онеспособљујући Кагово оружје и он се враћа на Сонтар. Марија и њен отац одлазе у Америку, а Криси касније говори Сари Џејн да се сећа целог догађаја. |                    |                                |               |               |                     |           |                                 |
| 13 | 3                  | „Дан кловна (1. део)”          | Мајкл Кериган | Фил Форд      | 6. октобар 2008.    | 2.3       | 1,11                            |
| Рани Чандра, будућа новинарка, усељава се у стару кућу Џексонових са својом мајком и оцем, који је нови директор школе. Деца нестају и Рани сумња да је појава кловна у школи значајна. У ствари, две последње које су нестале имале су карте за Музеј циркуса који Сара Џејн, Рани и дечаци истражују. Води га Елајџа Спелман, насмејана злокобна фигура која поставља роботе кловнове на групу, иако Сара Џејн користи свој звучни руж да их имобилише. Групно беже пошто се Спелман прво претворио у Папирнатог, а затим у кловна Чудног Боба. |                    |                                |               |               |                     |           |                                 |
| 14 | 4                  | „Дан кловна (2. део)”          | Мајкл Кериган | Фил Форд      | 13. октобар 2008.   | 2.4       | 1,28                            |
| Пошто је Сара Џејн рекла Луку да има страх од кловнова из догађаја из детињства, балони су падали са неба у школско игралиште. Деца која их додирну падају под чаролију Чудног Боба, али Клајд, користећи свој мобилни телефон, прекида везу и ослобађа децу. Чудни Боб хвата Лука, присиљавајући Сару Џејн да превазиђе свој страх док је кренула да га спасе, али је на крају Клајд преварио Чудног Боба и ставио га у непробојну кутију. |                    |                                |               |               |                     |           |                                 |
| 15 | 5                  | „Тајне звезда (1. део)”        | Мајкл Кериган | Гарет Робертс | 20. октобар 2008.   | 2.5       | 1,42                            |
| Астролог Мартин Труман, који је раније био шарлатан, погођен је светлошћу звезде падалице и на својој следећој емисији, којој су присуствовали Сара Џејн, Рани и дечаци, дели картице на којима свако мора да запише свој датум рођења и да се потпише. Рани се изненадила када је Мартин дао тачне детаље о њеном недавном животу. Сара Џејн је у почетку била цинична, али онда јој је Мартин испричао о њеном путовању са Доктором и предвидео јој лоше ствари. |                    |                                |               |               |                     |           |                                 |
| 16 | 6                  | „Тајне звезда (2. део)”        | Мајкл Кериган | Гарет Робертс | 27. октобар 2008.   | 2.6       | 1,21                            |
| Мартин објашњава да су га Древна светла, бића у звезди падалици, одабрала за свог изабраника да би створили нови свет којим ће управљати. Користећи радио емисију, он почиње да контролише људе широм света помоћу њихових звезданих знакова како би их учинио сагласним. Лук, међутим, нема знак звезде јер је створен, а не рођен, па је успео да издржи и на крају уништио Мартинову контролу, ослобађајући све. Уместо да се врати свом старом животу, Мартин одлучује да се претвори у звезду, док Сара Џејн проглашава датум за Луков рођендан. |                    |                                |               |               |                     |           |                                 |
| 17 | 7                  | „Ознака Берсеркера (1. део)”   | Џос Егну      | Џозеф Лидстер | 3. новембар 2008.   | 2.7       | 1,43                            |
| Рани проналази привезак који може да се користи за контролу људи и носи га на таван Саре Џејн да га господин Смит анализира, али тамо није било никога па она одлази. Клајда отуђени отац Пол долази да види, иако никада није био много добар према свом сину. Клајд га води у кућу Саре Џејн да оцу докаже своје извештаје о својим авантурама, али Пол види и ставља привезак у џеп. Када га је Рани отац изазвао и објаснио његове моћи, Пол га тера да ради стисак на улици и говори Клајду да заборави мајку и пријатеље у корист свог оца. |                    |                                |               |               |                     |           |                                 |
| 18 | 8                  | „Ознака Берсеркера (2. део)”   | Џос Егну      | Џозеф Лидстер | 10. новембар 2008.  | 2.8       | 1,53                            |
| Пол користи привезак да купи љубав свог сина материјалним добрима, али она почиње да га обузима, улази у његову кожу док се он и Клајд приближавају луци. Сара Џејн их проналази и, препуна сазнања о привеску који је Алан Џексон пронашао хаковањем у УНИТ-ов рачунар, користи чињеницу да је Клајд још увек препознаје. Опседнути Пол изјављује да је он Берсеркер, а Клајд његов војник, али Сара Џејн ломи држач привезка показујући себе у огледалу и, уз помоћ његове мајке Карле, прича Клајду кроз његов прошли живот. Клајд, пошто је бацио привезак у море, одбацује свог оца, али Сара Џејн, сироче као беба, постаје чежна, размишљајући о својим родитељима.               |                    |                                |               |               |                     |           |                                 |
| 19 | 9                  | „Искушење Саре Џејн (1. део)”  | Грејем Харпер | Гарет Робертс | 17. новембар 2008.  | 2.9       | 1,18                            |
| Један дечак са почетка 1950-их лута кроз временску празнину у садашњост, а Сара Џејн га враћа, проналазећи себе и Лука у Фоксгрову, селу у коме је рођена. То је дан када ће њени родитељи, који су је као бебу оставили поред пута, погинути у саобраћајној несрећи. Она их среће на сеоском вашару и, да би спречила њихову смрт, петља по колима. Када су се Лук и она вратили у садашњост, уништени Лондон је у рукама Шаљивџије који изгледа да јој захваљује. Дечак је био Граске, послат да је натера да промени време. Село је изграђено на временском раседу и њено петљање у њега омогућило му је да прође кроз временску пукотину и преузме престоницу.                       |                    |                                |               |               |                     |           |                                 |
| 20 | 10                 | „Искушење Саре Џејн (2. део)”  | Грејем Харпер | Гарет Робертс | 24. новембар 2008.  | 2.10      | 1,39                            |
| Помоћ долази из неочекиваног извора када су Рани и Клајд открили да је Граске невољни роб Шаљивџије и, у замену за то што су га ослободили, он поново отвара временску криву у Фоксгрову 1950-их. Родитељи Саре Џејн схватају њен прави идентитет, али њихова смрт је неизбежна ако жели да одрасте у особу каква јесте и да спрече Шаљивџију, па поправљају кола и, остављајући бебу поред пута, одлазе у своју судбину. Међутим, њихова смрт доводи до тога да је Шаљивџија нестао, а склад се поново успоставио. |                    |                                |               |               |                     |           |                                 |
| 21 | 11                 | „Непријатељ Бејна (1. део)”    | Грејем Харпер | Фил Форд      | 1. децембар 2008.   | 2.11      | 1,36                            |
| Госпођа Вормвуд се враћа и приморава Сару Џејн да се нађе са њом у старом складишту пошто је отела Ранину мајку као мамац. Госпођа Вормвуд говори да Бејни јуре њену крв због њеног неуспеха у последњем задатку и да им је потребна помоћ Саре Џејн. Две жене преживљавају напад Бејна и одлазе у кућу Саре Џејн. Госпођа Вормвуд објашњава да Бејни желе да пронађу свитак који открива где се налази древни бесмртник Хорат. Ако се он поново оживи, могли би да заузму галаксију и она има за циљ да их заустави. Сара Џејн зове старог савезника бригадира и преузима свитак из архиве УНИТ-а, али у њеној кући изненада се појављује Сонтаранац Каг пошто и он такође жели свитак. |                    |                                |               |               |                     |           |                                 |
| 22 | 12                 | „Непријатељ Бејна (2. део)”    | Грејем Харпер | Фил Форд      | 8. децембар 2008.   | 2.12      | 1,26                            |
| Каг добија свитак пошто је запретио Луку и постаје очигледно да су он и госпођа Вормвуд савезница која ради на употреби свитка за постизање галактичке доминације. Пар одводи Лука до каменог круга у Вајтхејвену који садржи портал. Ако се свитак убаци, поново ће активирати Хората. Госпођа Вормвуд покушава да убеди Лука да то уради, обећавајући му галаксију, са њим као својим сином, али он одбија, тврдећи да има само једну мајку. Каг покушава да пређе и убије госпођу Вормвуд и обоје су увучени у портал. Сара Џејн користи свој сонични кармин да уништи свитак. |                    |                                |               |               |                     |           |                                 |

### Специјал
Дана 13. марта 2009. емитован је петоминутни специјал "Са Раксакорикофалапторијуса с' љубављу"
| Бр. еп. (укупно) | Бр. еп. (у серији) | Наслов                                   | Редитељ  | Сценариста                     | Премијера      | Прод. код | Гледаност у Британији (милиони) |
| --- | ------------------ | ---------------------------------------- | -------- | ------------------------------ | -------------- | --------- | ------------------------------- |
| − | −                  | „Са Раксакорикофалапторијуса с' љубављу” | Џос Егну | Гарет Робертс и Клејтон Хикмен | 13. март 2009. | −         | 8,30                            |
| Сара Џејн, Лук, Клајд и Рани разговарају са господином Смитом када је изненада дошло до пробоја на тавану. Господин Смит препознаје поремећај као телепорт и појављује се дипломата по имену Ранијус. Он наводи да представља Галактички савез и даје им све поклоне за тако храбру одбрану Земље. Затим подиже столицу да разговара са њима и доживљава очигледну надутост. Сара Џејн, Клајд, Рани и Лук примећују сличност сталног надимања са оном код Слитинаца који носе кожно одело, што Ранијус прилично пориче. К9 се материјализовао и потврдио препознавање господина Смита, али Ранијус говори да све псе треба ставити на поводац па је ставио К9 на стезљаку. Након даљег испитивања, Ранијус је приковао стопала Саре Џејн, Лука, Клајда и Ранија користећи поклоне које им је дао и открива да је ипак Слитинац, откопчавајући чело да би открио маленог Раксакорикофалапаторијанца и изјавио свој план да украде К9 и податке које садржи. Размишљајући брзо, Сара Џејн успева да употреби свој сонични кармин да ослободи стопала и стегне Ранијусова стопала. Клајд затим баца Ранијусов шешир на прекидач на господину Смиту, телепортујући Ранијуса и отпуштајући стезаљку на К9. |                    |                                          |          |                                |                |           |                                 |